# 上杉勝道
上杉 勝道（うえすぎ かつみち）は、江戸時代後期から末期にかけての大名。出羽国米沢新田藩の最後の藩主。
文政9年（1826年）、米沢藩の第11代藩主・上杉斉定の4男として誕生した。米沢新田藩4代藩主・上杉勝義の養子となり、天保13年（1842年）3月9日の勝義の隠居により家督を継いだ。天保14年12月18日（1844年）、従五位下・駿河守に叙任する。藩政においては洋式軍制を奨励した。また、本家である米沢藩の藩政にも協力している。戊辰戦争においても出陣して活躍した。明治2年（1869年）7月、新田藩の所領を本家に返し、新田藩は廃藩となった。
明治3年（1870年）11月7日、明治天皇の次侍従に就任する。明治4年（1871年）7月28日、解任される。明治5年（1872年）7月29日、隠居し、養子勝賢（亨、兄・斉憲の4男）が家督を継いだ。
明治29年（1896年）3月22日、死去した。享年71。

## 系譜
父母
- 上杉斉定（実父）
- 高源院、悦 ー 太田氏、側室（実母）
- 上杉勝義（養父）

正室
- 美代 ー 谷衛昉の娘

養子
- 上杉勝賢 ー 上杉斉憲の四男